# 莫倫 (印第安納州)
莫倫（英語：Moran）是位於美國印第安納州克林頓縣的一個非建制地區。該地的面積和人口皆未知。

## 地理
莫倫的座標為40°23′15″N 86°30′55″W / 40.38750°N 86.51528°W，而該地的平均海拔高度為244米（即801英尺）。